# キレナイカ

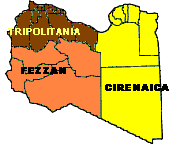
右半分のレモンイエローで描かれた部分がキレナイカ地方

キレナイカ（Cyrenaica, Cirenaica）は、リビアの東部地方。古典時代以来、一般的にはバルカ（Barqah）と呼ばれ続けた。トリポリタニア、フェザーンと共にリビアの歴史的な3地域で、1970年代の行政区分でもある。語源は古代ギリシャ時代の植民市キュレネ。
現在はシャアビーヤと呼ばれる行政区分に分割されており、アジュダビーヤー、ベンガジ、ダルナ、クワフなど、10の州・県レベルの自治体に分かれている。

## 地理
地形は低地で概ね平坦。南高北低の微傾斜を有すサハラ砂漠、リビア砂漠が海岸線まで広がる。ベンガジ東部から地中海に沿っては600m級のアフダル山地が存在する。夏季は日中気温が摂氏30度〜40度を上回ることもあるが、冬季には氷点近くに下がることもある典型的な砂漠気候である。
砂漠気候ではあるが、ベンガジ以東の沿岸部では地中海式農業が行われている。また内陸部に移動するとクフラ・オアシスのようにセンターピボットを利用した灌漑農業が行われている。1950年代末期には、ゼルテン、サリール、アマルといった油田がアメリカ資本によって開発されたことによって、リビア最大の油田地帯となっている。

## 歴史

### 古代
紀元前630年頃に、サントリーニ島のギリシャ人がキレナイカ沿岸部に入植し、キュレネを建設した。キレナイカ地方のキュレネ、アポロニア、ヘスペリデス、トクラ、トルメイタの5都市は統合し、ペンタポリスを構築し、古代キュレネ王国となった。
紀元前515年に古代キュレネ王国はアケメネス朝ペルシアの属国となった。
古代キュレネ王国がアレクサンドロス3世に征服された後は、ディアドコイであるプトレマイオス朝の従属国となった。独立、再統合を繰り返し、紀元前96年に古代ローマ共和国に割譲。紀元前78年にはクレタと共にキュレナイカはローマの属州クレタ・キュレナイカとなり、紀元前20年には元老院属州となった。
296年にディオクレティアヌスによるテトラルキアによって、リビュア・スペリオル（リビュア・ペンタポリス）とリビュア・インフェリオル（en:Marmaricaのリビュア・シッカ）に分割された。
365年の大地震でキュレネが壊滅的な打撃を受けた。その後、ローマ帝国が分割された際に東ローマ帝国の勢力圏となった。
トリポリタニアを隔ててヴァンダル王国と接しており、533年にはベリサリウスの遠征が行われた。

### イスラム侵攻

1949年に成立したキレナイカ首長国の国旗。

644年ごろ、第2代正統カリフのウマルに征服される。ウマイヤ朝の分裂後はエジプトに併合され、ファーティマ朝、アイユーブ朝、マムルーク朝の支配下となった。1517年にはオスマン帝国の支配下に入る。

### イタリア植民地
1911年から始まった伊土戦争の結果、1912年にトリポリタニア、フェザーンと共にオスマン帝国からイタリア王国へと割譲され、保護領となった。
1919年5月17日にイタリアの植民地となったがイタリアの支配に対し、イスラム神秘主義のサヌーシー教団などがキレナイカ内陸部を拠点として抵抗運動を行った。イタリアは鎮圧に力を割くことになり、1920年10月25日から1929年までムハンマド・イドリース（後のイドリース1世）をアミール（首長）として承認した。
1922年にイタリアでムッソリーニが政権を握り、キレナイカの支配を強化したため、イドリース1世はエジプトに亡命した。後継としてオマル・ムフタールが教団のゲリラ部隊を率いて山岳部で抵抗を継続したが、1931年に平定された。
その間、イギリスとの協定によってエジプト国境が直線に引き直され、
1934年1月1日、トリポリタニア、フェザーンとともにイタリア領リビアとして統合された。
第二次世界大戦においては北アフリカ戦線初期の激戦区となり、枢軸軍（ドイツアフリカ軍団及びイタリア軍）とイギリス軍による攻防が繰り返された。

### イギリス占領下
1942年から1943年にかけて、トリポリタニアとキレナイカはイギリス軍、フェザーンはフランス軍に分割統治された。1949年5月にイタリアを交えた3国でリビアを国連信託統治領として分割する提議がなされたが、国連総会で否決された。
大戦中、イドリース1世はサヌーシー教団を率いて連合国側として参戦し、見返りとしてイタリアからの独立の約束をイギリスと結んでいた。
1949年6月、イドリース1世はキレナイカ首長国の独立を宣言した。しかし、実態はイギリスとの協定により、外交・国防・対外貿易の権限をイギリスに委ね、イギリスに軍事基地を提供する傀儡国家だったため、アラブ諸国をはじめとした国際社会の反発を招いた。同年12月に国連総会でリビアを統一して独立させる決議が行われた。

### 現代
1951年にはトリポリタニアやフェザーンとの連合王国・リビア王国が誕生した。中心都市ベンガジはトリポリとともに首都となった。カダフィ大佐によるクーデターで王国が倒された後はキレナイカは抑圧され、キレナイカの部族は冷遇されていたが、なお旧王政支持者や反カダフィ勢力は強く、ベンガジは1990年代にはイスラム学生運動の中心に、そして2011年の内戦でも反カッザーフィー体制打倒の拠点になった。しかし翌2012年3月6日、リビア東部の有力部族や民兵組織の指導者らがベンガジで会議を持ち、自治を行うことを決定、「キレナイカ暫定評議会」の発足を宣言した。リビアを暫定統治する国民評議会はこれを国家を分断する行為として非難するなど東西間の対立激化が懸念されている。
キレナイカの石油資源はリビアの埋蔵量の多くを占めるが、キレナイカへの投資は少ない。

## 主要都市
- ベンガジ - キレナイカの最大都市
- トブルク
- アジュダービヤー
- キュレネ - 古代ギリシャ都市。世界遺産。
- ジャウフ - 南部のオアシス都市。